# 杉村太藏
杉村太藏（1979年8月13日—），日本政治家。出身於北海道旭川市。曾當選1次眾議院議員。2005年大選以年輕身份意外當選議員之後，成為自由民主黨內的政治新星、媒體的寵兒，是「小泉童子軍」的代表人物之一。但是由於經常失言、資歷淺薄等原因，不久後人氣就迅速下滑。後因得不到黨部的支持而放棄在2009年大選中角逐連任。

## 生平
杉村出生於北海道旭川市的牙醫家庭，是家中三兄弟中的長子。頗具運動天賦，1999年考入築波大學體育專門學部，但他自己說當時經常逃課去打工。2004年大學輟學後，開始自由職業。2005年，進入一家證券公司工作。當年由於郵政民營化問題，自民黨內出現分裂，一大批自民黨的反對郵政民營化的議員與首相小泉純一郎公開唱反調甚至退黨，在郵政民營化相關法案被參議院否決後，小泉馬上解散眾議院（郵政解散），宣布舉行大選。小泉向各選區派出年輕候選人或者女性候選人等作為「刺客」，對陣郵政造反派，打算再次掀起「小泉旋風」，一舉清除反主流派勢力。杉村就是在當時偶然看到自由民主黨招募眾議院議員總選舉議員候選人的廣告，提交了申請，經過考核後得到自民黨的公認提名。
自民黨本來打算派他參選福岡1區，但是考慮到他資歷尚淺，很難取勝，於是提名他為南關東區比例代表第35名。結果自民黨在比例代表中大獲全勝，杉村以南關東區比例代表第9名成功當選新任議員，成為當時國會中第二年輕的議員。杉村本人也承認自己根本沒有想過會當選。
當選議員後，拼著年輕、相貌俊俏等因素，杉村很快成為全國媒體的焦點，他也成為自民黨的政治新星，連自民黨建黨50週年的紀念大會上都由杉村帶領高呼口號，一時前途無量。但是杉村卻屢屢失言引致批評，例如他剛剛當選議員，就說出「有二千萬年薪，一定要買BMW」、「早想去料亭開開眼界了」、「議員宿舍竟有300多平方尺……當然要入住」等言論，導致各大傳媒都以之作為笑話。他又試過在部落格上剽竊一個作家的自殺經歷描寫；還向小泉首相「報告」他準備結婚的消息，被外界抨擊他結婚都要得到首相的批示。
杉村的不擇言使許多自民黨高層十分不滿，時任自民黨幹事長的武部勤曾經嚴重警告和批評杉村不得再亂說話。前首相森喜朗還批評杉村是個「笨蛋」。不過雖然如此，在2005年底，日本多家電視台回顧當年政治新聞時，都將杉村列為年度政治家的第二位，僅次於小泉。
不過小泉在2006年卸任後，杉村就和其他大多數的「小泉童子軍」一樣迅速失勢，人氣也急速下滑。2009年，杉村爭取在當年的大選中參選北海道1區，尋求連任，但是得不到自民黨黨部的公認；他一度打算以無所屬身份參選，後來考慮到勝出機會不大而放棄參選。於是2009年7月眾議院解散後，他的任期正式結束。杉村表示希望自己可以在實力成長之後重返政壇。

## 外部連結
- 杉村太藏 自由民主党 （页面存档备份，存于）